# Bruksvallarna
Bruksvallarna – miejscowość (tätort) w Szwecji, w regionie administracyjnym (län) Jämtland, w gminie Härjedalen.
Według danych Szwedzkiego Urzędu Statystycznego liczba ludności wyniosła: 210 (31 grudnia 2018) i 220 (31 grudnia 2019).